# Festival international de la chanson française de Cracovie
Le Festival international de la chanson française Grand Prix Édith-Piaf (en polonais : Międzynarodowy Festiwal Piosenki Francuskiej), est un concours international de chanson française organisé par l'Association d’Amitié Pologne-France de Cracovie (Towarzystwo Przyjaźni Polsko-Francuskiej w Krakowie) en collaboration avec l’association Les Amis d’Édith Piaf depuis 2009 à Cracovie.

## Présentation
Ce concours international est ouvert à tous, la seule exigence est de présenter deux chansons françaises, dont au moins une du répertoire d’Édith Piaf. Les participants peuvent remporter le Grand Prix Édith-Piaf.
En 2014, la sixième édition de ce festival, qui s'est tenue du 6 au 8 juin 2014, avait pour titre Chanter comme Piaf. Elle a permis d'entendre de jeunes musiciens français (Zaz, Shy’m, Tal, Indila, Christophe Maé, et Amel Bent). La Française Laurette Goubelle, sosie vocal d'Édith Piaf, a remporté le prix de la meilleure interprétation d'Édith Piaf.
En 2015, la septième édition, intitulée De Piaf à Zazie, s'est déroulée du 19 au 21 juin 2015.
En septembre 2018, la dixième édition se déroule sous l'intitulé « Sous le ciel de… Cracovie ! », les premières auditions se déroulant à l'Hotel Polski Pod Białym Orłem et le concert de gala final au théâtre populaire de Cracovie.